# Al-Ahly Sports Club
L'Al-Ahly Sports Club (in arabo النادي الأهلي الرياضي, "club calcistico nazionale"), noto come Al-Ahly Tripoli, è una società calcistica libica di Tripoli. Milita nella Prima Lega, la massima serie del campionato libico di calcio.
Squadra con più sostenitori in Libia, è il secondo club più titolato del paese, avendo vinto 13 campionati libici, 7 coppe nazionali e 2 Supercoppe di Libia.
Il principale rivale dell'Al-Ahly è l'Al-Ittihad Tripoli. Insieme le due squadre della capitale libica hanno vinto la gran parte dei campionati libici e delle coppe nazionali disputati fino ad oggi. L'incontro tra le due squadre, il derby di Tripoli, registra spesso il tutto esaurito.

## Storia
Fondato nel 1950, il club vinse il primo campionato nazionale nel 1963-1964, ma poi visse un periodo senza trofei, fino al secondo titolo, vinto nel 1970-1971. Si aggiudicò poi due dei successivi tre campionati disputati, e un quinto titolo prima della sospensione del campionato, nel 1977-1978. Gli anni '80 del XX secolo furono deludenti per la squadra, che vide i rivali dell'Al-Ittihad Tripoli aggiudicarsi numerosi campionati, sino a iniziare gli anni '90 con sei titoli vinti, contro i cinque ottenuti dall'Al-Ahly Tripoli. Nel 1984, però, la squadra raggiunse la finale della Coppa delle Coppe d'Africa, che fu vinta dall'Al-Ahly del Cairo perché la squadra libica si rifiutò di disputare la partita, date le cattive relazioni diplomatiche tra Libia ed Egitto.

## Organico
Le squadre libiche sono limitate a massimo tre giocatori senza cittadinanza nordafricana.

### Calciatori in rosa
Aggiornato al 29 ottobre 2018.
| N. |                           | Ruolo | Calciatore                         |
| -- | ------------------------- | ----- | ---------------------------------- |
| 1  | Libia (bandiera)          | P     | Muhammad Nashnoush (vice-capitano) |
| 2  | Libia (bandiera)          | D     | Mosa Abubaker                      |
| 3  | Libia (bandiera)          | D     | Muadh Abdulbaset                   |
| 4  | Libia (bandiera)          | D     | Mahmoud Ben Wali                   |
| 5  | Libia (bandiera)          | D     | Mouadh Abboud (3º capitano)        |
| 6  | Libia (bandiera)          | C     | Belgassem Rajab                    |
| 7  | Rep. del Congo (bandiera) | A     | Junior Makiesse                    |
| 8  | Libia (bandiera)          | C     | Abdulmoein Khmaj                   |
| 9  | Libia (bandiera)          | A     | Saleh Al Taher                     |
| 10 | Libia (bandiera)          | A     | Meftah Taktak                      |
| 11 | Libia (bandiera)          | A     | Ahmed Krawa'a                      |
| 12 | Libia (bandiera)          | P     | Hamza Alburgi                      |
| 13 | Libia (bandiera)          | D     | Muhammed Shokri                    |

| N. |                  | Ruolo | Calciatore                    |
| -- | ---------------- | ----- | ----------------------------- |
| 15 | Libia (bandiera) | D     | Mohamed Joudur                |
| 16 | Libia (bandiera) | D     | Mohamed El-Tarhouni           |
| 17 | Libia (bandiera) | C     | Salem Ablo (4º capitano)      |
| 18 | Libia (bandiera) | D     | Muhammad Makari               |
| 19 | Libia (bandiera) | C     | Abdulrhman Alamame            |
| 20 | Libia (bandiera) | C     | Yahya Al-Zaletni              |
| 21 | Libia (bandiera) | C     | Muhammed El-Houdai            |
| 22 | Libia (bandiera) | P     | Ahmed Alfitori                |
| 23 | Libia (bandiera) | D     | Ali Maatok                    |
| 24 | Libia (bandiera) | C     | Badr Hassan                   |
| 25 | Libia (bandiera) | D     | Muhammed Al-Jenan             |
| 26 | Mali (bandiera)  | D     | Abdullay Dekite               |
| 28 | Libia (bandiera) | A     | Anis Saltou                   |
| 29 | Libia (bandiera) | A     | Mohamed Al Ghanodi (capitano) |
| 30 | Libia (bandiera) | A     | Amer El-Tawrghi               |

## Palmarès

### Competizioni nazionali
- Campionato libico: 13

1964, 1971, 1973, 1974, 1978, 1984, 1993, 1994, 1995 , 2000 , 2014, 2016,2023
- Coppa di Libia: 7

1976, 1994, 2000, 2001, 2006, 2016, 2023
- Supercoppa di Libia: 2

2000, 2017

### Altri piazzamenti
- Campionato libico:

Secondo posto: 2006-2007
Terzo posto: 2023-2024
- Coppa della Confederazione CAF:

Semifinalista: 2021-2022

## Partecipazioni alle competizioni internazionali
- CAF Champions League:

2000 - Eliminata al primo turno
2015 - Eliminata al preliminare turno
2016 - Eliminata al secondo turno
- Coppa dei Campioni d'Africa:

1972: Eliminata ai quarti di finale
1974: Eliminata al primo turno
1979: Eliminata al primo turno
1981: Eliminata al primo turno
1983: Eliminata al primo turno
- Coppa delle Coppe d'Africa:

1976 - Eliminata al primo turno
1977 - Eliminata al primo turno
1984 - ritirata prima della finale
1986 - ritirata al secondo turno
1989 - ritirata al primo turno
2002 - Eliminata al secondo turno
- Coppa della Confederazione CAF:

2007 - eliminata nel turno preliminare
2015 - eliminata al preliminare turno
2016 - eliminata al primo turno